# 加藤秀樹
加藤 秀樹（かとう ひでき、1950年1月5日 - ）は、日本の大学教授。大蔵官僚、一般社団法人構想日本代表理事、公益財団法人四国民家博物館理事長。
東京大学公共政策大学院実務家教員。行政刷新会議事務局長（2009年 - 2012年）。その他、全国で選挙の際の公開討論会を進めるNGOリンカーン・フォーラム代表などを兼任。元公益財団法人東京財団理事長。
祖父は元労相加藤常太郎。妻は元広島県知事・宮澤弘（元首相・宮澤喜一の弟）の娘。香川県出身。

## 略歴
香川県立高松高等学校、京都大学経済学部卒業後、1973年大蔵省入省。同期には金田勝年（法務大臣）、佐藤隆文（金融庁長官）、新井将敬（衆議院議員）、牧野治郎（国税庁長官）、井戸清人（日本銀行理事）、花角和男（税務大学校長）、森信茂樹（財務省財務総合政策研究所長）、柏木茂雄（財務省財務総合政策研究所次長）などで、東大紛争による東大入試中止の年次に当たる（同期で東大卒は新井（経済）、牧野（経済）、竹内洋（法）の3人）。学生時代は馬術部に所属。
入省時は証券局総務課に配属。その後は日本貿易振興会（ケンブリッジ大学留学）、主税局国際租税課租税協定第一係長、廿日市税務署長、外務省出向（在エジプト大使館、在イギリス大使館）、国際金融局金融業務課長補佐（総括・企画）、公正取引委員会事務総局官房企画室長、証券局投資管理室長、財政金融研究所研究部長、大蔵省大臣官房企画官などを経て1996年に退官。
1997年に日本に真に必要な政策を「民」の立場から立案・提言、そして実現するため、非営利独立のシンクタンクとして構想日本を設立。以来、同代表を務める。省庁設置法改正をかわきりに、道路公団民営化、国、自治体の事業見直し、教育行政改革など、縦横無尽の射程から日本の変革をめざしている。2002年に行政改革を目的としてスタートさせた行政の事業仕分けは、2009年8月14日現在、6省（文部科学省、環境省、財務省、外務省・ODA、国土交通省、農林水産省）、36自治体において、合計49回実施されている。
2006年4月、東京財団会長に就任。体系的な政策研究、提言を行っていくため、主任研究員を中心に６つの大テーマを決め、その下で具体的なプロジェクトを進めていく体制を整えた。また、政治家、研究者、行政官、NPOなど幅広い人が集まり議論できる場となるよう知的交流の機会を提供することを目指す。
1997年4月から2009年3月まで慶應義塾大学総合政策学部特別招聘教授。2009年4月より、東京大学公共政策大学院にて金井利之と共に「事例研究（事業仕分けを通した行財政改革）」の授業を担当。
2009年10月、行政刷新会議（鳩山首相を議長、仙谷行政刷新相を副議長として、税金の無駄遣い排除のため行政全般を見直すことを目的として設置）の事務局長に就任。その後2012年12月の政権交代を経て、行政刷新会議は「間違った政治主導の象徴である」として廃止された。
ノーベル化学賞受賞者である野依良治が、事業仕分けにおける科学技術関連予算の削減を批判したことに対し、「（仕分け人は）誰一人として科学技術、研究を否定していない。仕分けの議論を見も聞きもせずに仕分け人を不見識と言う野依さんの発言は非科学的と言わざるをえない。」と反論している。

## 著書
- 加藤秀樹編、『アジア各国の経済・社会システム  インド・インドネシア・韓国・タイ・中国』、東洋経済新報社
- 加藤秀樹と構想日本編、『道路公団解体プラン』、文藝春秋
- 加藤秀樹編著、『ひとりひとりが築く新しい社会システム』、ウェッジ
- 加藤秀樹編著、『浮き足立ち症候群　危機の正体21』、講談社
- 構想日本J.I.フォーラム編、『構想日本 第１～4巻』、水曜社
- 構想日本編著、『入門　行政の「事業仕分け」』、ぎょうせい